# Giuseppe Giovanni Guarneri
Giuseppe Giovanni Battista Guarneri (né le 25 novembre 1666 à Crémone et mort vers 1740 à Crémone) était un luthier italien.

## Biographie
Troisième fils d'Andrea Guarneri, travaillait jusqu'en 1698 dans l'atelier de son père. Son influence sur le travail du père se fait remarquer à partir de 1680. Il continua le travail sur le modèle de Niccolò Amati. À partir de l'année 1715 ses fils Pietro et Giuseppe le soutiennent dans son travail. Il se retire complètement de la lutherie en 1720.